# Hibari Misora
Hibari Misora (美空ひばり, Misora Hibari), de son vrai nom Kazue Katō  (加藤 和枝, Katō Kazue), née le 29 mai 1937 et morte le 24 juin 1989, est une chanteuse et actrice japonaise. Au cours de sa carrière, elle enregistre plus de 1200 chansons, vend 68 millions de disques et joue dans 166 films.

## Biographie
En 1946, à l'âge de 8 ans, elle se présente à un concours de chant organisée par la radio publique NHK, en interprétant un titre qui deviendra un tube de l'après-guerre (ringo no uta). Elle ne parvient toutefois pas à l'emporter, le jury lui reprochant "elle est douée, mais on ne dirait pas un enfant" ou encore "elle manque de classicisme". Au printemps 1947, après un autre concours organisé à Yokohama, elle interprète a cappella devant un des membres du jury, le compositeur Masao Koga, un de ses principaux titres (悲しき竹笛). Koga, ému par cette prestation, encourage vivement la jeune fille à poursuivre ses efforts.
La même année, Hibari rejoint une troupe locale et entame des tournées. Le 28 avril 1947, elle est la seule survivante d'un accident d'autocar. Son père, traumatisé, lui enjoint de mettre un terme à la chanson, ce à quoi elle s'oppose farouchement.
En mai 1948, à l'âge de 11 ans, elle se fait à nouveau repérer par une autre personnalité : Haruhisa Kawada, chanteur et acteur de vaudeville. Ce dernier lui voit des similarités avec une autre chanteuse star de l'époque, Shizuko Kasagi, connue comme la « reine du boogie-woogie », et accepte de jouer en commun avec "Baby Kasagi". Cette coopération ouvre de nouvelles portes à la jeune chanteuse, qui signe en septembre un contrat permanent avec le théâtre international de Yokohama. Elle bénéficie de l'accompagnement de son premier manager, Tsūjin Fukushima. C'est d'ailleurs à partir de cette époque qu'elle acquiert son nom définitif de scène : Hibari Misora.
En mars 1949, elle obtient un rôle dans un film de la Shōchiku, dont elle interprète le titre principal. Cette chanson lui ouvre droit à une coopération avec la maison de disque Colombia, à l'âge de 12 ans. La même année, un deuxième film de la Shōchiku et son titre éponyme offrent à Hibari une notoriété nationale. Avec 450 000 ventes de disques, ce titre est alors la plus grosse vente de l'histoire. En 1950, le film Tokyo Kid et son titre éponyme, qu'elle interprète conjointement avec Haruhisa Kawada, sont un nouveau succès. En 1952, elle bat un nouveau record des ventes avec 700 000 disques.
Au cours des années 1980, Hibari Misora a souffert de graves problèmes de santé liés à une hépatite et à des consommations excessives et répétées d'alcool. Sa mort et ses funérailles ont été un événement marquant au Japon.

## Postérité
Après sa mort, les ventes de disques se sont encore amplifiées et les chanteurs ou groupes de chanteurs rendant hommage à cette artiste se sont multipliés en Asie comme aux États-Unis. Le nom d'Hibari Misora continue aujourd'hui de faire l'objet au Japon d'une grande vénération. Un musée lui étant consacré est ouvert en 1994, le Hibari Misora Museum, à Arashiyama, Kyoto. Elle apparait même brièvement dans le film Princess Raccoon en 2005 grâce à des effets spéciaux.
En septembre 2019, pour célébrer le 30e anniversaire de la mort de Hibari Misora, Yamaha, en coopération avec NHK, utilise sa technologie de voix synthétique Vocaloid:AI pour recréer la voix de la chanteuse artificiellement et lui faire interpréter une toute nouvelle chanson, Are kara. Cette technologie utilise du deep learning permettant d'analyser les caractéristiques du chant d'une personne, telles que le ton et les expressions, au travers d'enregistrements existants.

## Discographie
quelques chansons notables :
- Kappa Boogie Woogie (河童ブギウギ (?), 1949)
- Kanashiki Kuchibue (悲しき口笛 (?), 1949)
- Tokyo Kiddo (東京キッド (?), 1950)
- Omatsuri Mambo (お祭りマンボ (?), 1952)
- Ringo Oiwake (リンゴ追分 (?), 1952)
- Minatomachi 13-banchi (港町十三番地 (?), 1957)
- Yawara (柔 (?), 1964)
- Kanashii Sake (悲しい酒 (?), 1966)
- Makkana Taiyo (真赤な太陽 (?), 1967)
- Aisansan (愛燦燦（あいさんさん (?)）, 1986)
- Midaregami (みだれ髪 (?), 1987)
- Kawa no nagare no yō ni (川の流れのように (?), 1989)
- Are kara (あれから, 2019)

## Filmographie sélective
- 1949 : Nodo jimankyō jidai (のど自慢狂時代?)

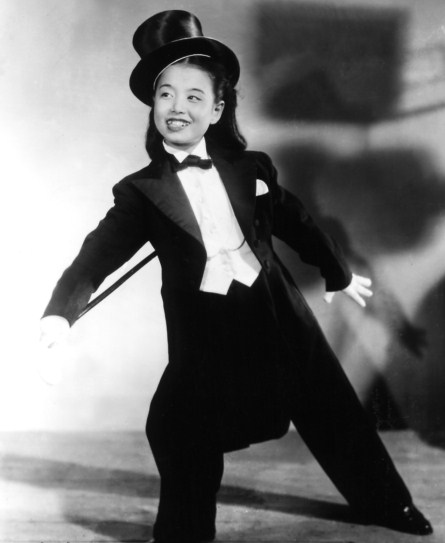
Scène du film Kanashiki kuchibue (1949).

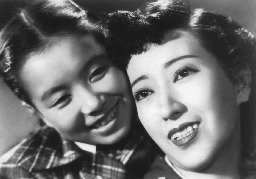
Hibari Misora et Takako Irie dans Aozora tenshi (1950).

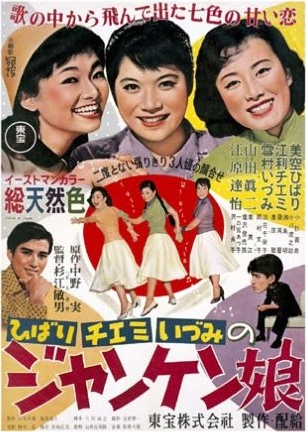
Affiche de Janken musume (1955).

- 1949 : Shin-Tokyo ondo: bikkuri gonin otoko (新東京音頭 びっくり五人男?)
- 1949 : Odoru ryū kyūjō (踊る龍宮城?)
- 1949 : Akireta musume-tachi (あきれた娘たち?)
- 1949 : Kanashiki kuchibue (悲しき口笛?)
- 1949 : Odoroki ikka (おどろき一家?)
- 1949 : Home run kyō jidai (ホームラン狂時代?)
- 1950 : Hit Parade (ヒットパレード?)
- 1950 : Akogare no Hawaii kōro (憧れのハワイ航路?) de Torajirō Saitō
- 1950 : Hōrō no utahime (放浪の歌姫?)
- 1950 : Mukō sangen ryōdonari continued: 3rd Story - donguri utagassen (続・向う三軒両隣 第三話 どんぐり歌合戦?)
- 1950 : Enoken no sokonuke daihōsō (エノケンの底抜け大放送?)
- 1950 : Mukō sangen ryōdonari continued: 4th Story - koi no mikeneko (続・向う三軒両隣 第四話 恋の三毛猫?)
- 1950 : Aozora tenshi (青空天使?)
- 1950 : Tokyo Kid (東京キッド?)
- 1950 : Sakon torimonochō: senketsu no tegata (左近捕物帖 鮮血の手型?)
- 1950 : Ōgon Batto: Matenrō no kaijin (黄金バット 摩天楼の怪人?)
- 1950 : Tonbo kaeri dōchū (とんぼ返り道中?)
- 1950 : Watashi wa josei no. 1 (?)
- 1951 : Chichi koishi (父恋し?)
- 1951 : Uta matsuri: Hibari shichi henge (唄祭り ひばり七変化?)
- 1951 : Naki nureta ningyō (泣きぬれた人形?)
- 1951 : Anba tengu: Kakubējishi (鞍馬天狗 角兵衛獅子?)
- 1951 : Haha wo shitaite (母を慕いて?)
- 1951 : Hibari no komoriuta (ひばりの子守唄?)
- 1951 : Anba tengu: Anba no himatsuri (鞍馬天狗 鞍馬の火祭?)
- 1951 : Ano oka koete (あの丘越えて?)
- 1952 : Yōki-na wataridori (陽気な渡り鳥?)
- 1952 : Kurama Tengu: Tengu kaijō (鞍馬天狗 天狗廻状?) de Tatsuo Ōsone
- 1952 : Anba tengu: Tengu kaijō (鞍馬天狗 天狗廻状?)
- 1952 : Tsukigata Hanpeita (月形半平太?)
- 1952 : Hibari no Circus: kanashiki kobato (ひばりのサーカス 悲しき小鳩?)
- 1952 : Ushiwakamaru (film) (Ushiwakamaru, 牛若丸?)
- 1952 : Futari no hitomi (二人の瞳?)
- 1952 : Ringo-en no shōjo (リンゴ園の少女?)
- 1952 : Hibari-hime hatsuyume dōchū (ひばり姫初夢道中?)
- 1953 : Mita katakure! (三太頑れっ！?)
- 1953 : Hibari no utau tamatebako (ひばりの歌う玉手箱?)
- 1953 : Shimai (姉妹?)
- 1953 : Hibari no yōki-na tenshi (ひばりの陽気な天使?)
- 1953 : Hibari torimonochō: Utamatsuri happyaku yachō (ひばり捕物帳 唄祭り八百八町?)
- 1953 : Hibari no kanashiki hitomi (ひばりの悲しき瞳?)
- 1953 : Yama wo mamoru kyōdai (山を守る兄弟?)
- 1953 : Ojōsan shachō (お嬢さん社長?)
- 1954 : Misora Hibari no haru ha uta kara (美空ひばりの春は唄から?)
- 1954 : Hiyodori sōshi (ひよどり草紙?) de Kōkichi Uchide (ja)
- 1954 : Izu no odoriko (伊豆の踊子?)
- 1954 : Uta shigura oshidori wakashū (唄しぐれ おしどり若衆?)
- 1954 : Seishun romance seat: Aozora ni owasu (青春ロマンスシート 青空に坐す?)
- 1954 : Bikkuri gojūsantsugi (びっくり五十三次?)
- 1954 : Yaoya Oshichi furisode tsukiyo (八百屋お七 ふり袖月夜?)
- 1954 : Wakaki hi wa kanashi (若き日は悲し?)
- 1954 : Uta goyomi Onatsu Seijūrō (歌ごよみ お夏清十郎?)
- 1954 : Shichihenge tanuki goten (七変化狸御殿?)
- 1955 : Dai Edo sen ryō hayashi (大江戸千両囃子?)
- 1955 : Musume sendō-san (娘船頭さん?)
- 1955 : Seishun kōro-kai no wakōdo (青春航路 海の若人?)
- 1955 : Uta matsuri mangetsu tanuki kassen (歌まつり満月狸合戦?)
- 1955 : Furisode kyan enroku (ふり袖侠艶録?)
- 1955 : Croissance (たけくらべ, Takekurabe?) de Heinosuke Gosho
- 1955 : Janken musume (ジャンケン娘?)
- 1955 : Furisode shō tengu (ふり袖小天狗?)
- 1955 : Fuefuki wakamusha (笛吹若武者?)
- 1955 : Utamatsuri Edokko Kin-san torimonochō (唄祭り 江戸っ子金さん捕物帖?)
- 1955 : Rikidōzan monogatari dotō no otoko (力道山物語 怒濤の男?)
- 1955 : Hatamoto taikutsu otoko: Nazo no kettō-jō (旗本退屈男 謎の決闘状?)
- 1955 : Utae！ Seishun harikiri musume (歌え！青春 はりきり娘?)
- 1956 : Koi sugata kitsune goten (恋すがた狐御殿?) de Nobuo Nakagawa : Maruya / Tomone
- 1956 : Romansu musume  (ロマンス娘?)
- 1957 : Ōatari sanshoku musume  (大当り三色娘?)